# Baltic and International Maritime Council

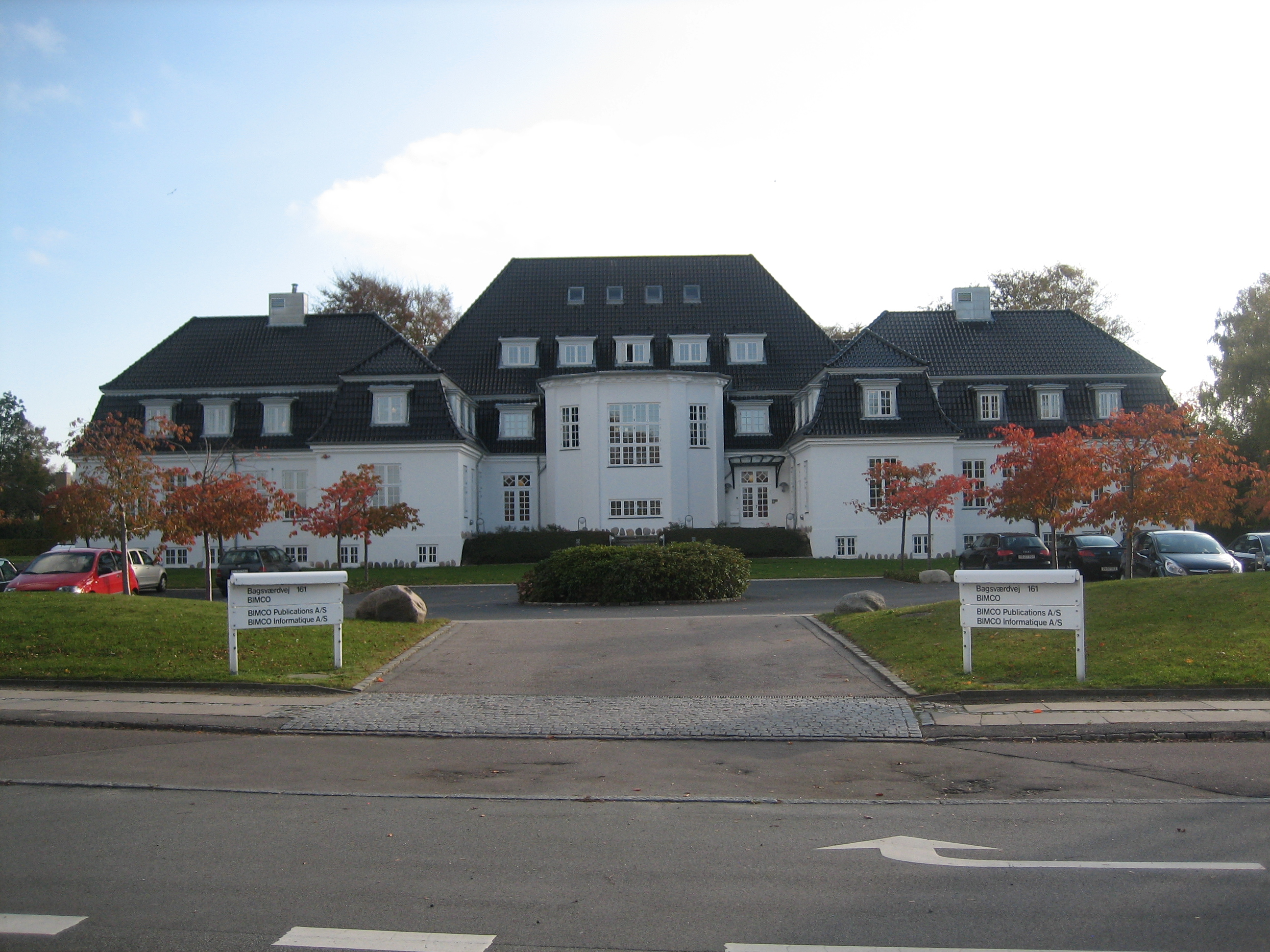
Baltic and International Maritime Council

Het Baltic and International Maritime Council (BIMCO) is een niet-gouvernementele organisatie met hoofdkantoor in het Deense Bagsværd, een voorstad van Kopenhagen. BIMCO, opgericht in 1905, is de grootste internationale redersvereniging ter wereld en vertegenwoordigt scheepseigenaren en cargadoors. Alles samen vertegenwoordigt de organisatie ongeveer 65 percent van de wereldwijde tonnenmaat. Met andere woorden, voor 65 percent van alle goederen (uitgedrukt in volume) die per schip getransporteerd worden, worden de belanghebbenden vertegenwoordigd door BIMCO.

## Activiteiten
Facilitatie
- De hoofdactiviteit van BIMCO is het uniformeren en vereenvoudigen van scheepvaartgerelateerde documenten zoals charterpartijen en vrachtbrieven. Hoewel in principe om het even wie deze documenten kan opmaken onder om het even welke vorm, komen ze meestal voor in de vorm van voorgedrukte documenten in het Engels.

Vertegenwoordiging
- BIMCO vertegenwoordigt verschillende instanties die belang hebben bij een vlotte scheepvaartregulering. Het council werkt hiertoe nauw samen met nationale overheden en internationale regulatoren, waaronder de Internationale Maritieme Organisatie (IMO).

Varia
- Sinds enkele jaren is BIMCO actief in het sensibiliseren rond verscheidene maritieme onderwerpen, zoals piraterij, ballastmanagement en vervuiling door schepen.
- BIMCO-leden kunnen op regelmatige tijdstippen deelnemen aan seminaries en opleidingen. Hier worden onder andere nautisch-technische, juridische en financiële adviezen verschaft.
- Tweemaandelijks wordt het BIMCO Bulletin uitgegeven, het (leden)tijdschrift van BIMCO, met daarin allerhande artikels over alles wat van ver en van dichtbij met de maritieme wereld te maken heeft.
- In 2009 heeft BIMCO het AVRA-programma opgestart (Automated Vessel Risk Assessment). Dit is een risico-analyseprogramma voor partijen die gevaar lopen slachtoffer te worden van illegale praktijken op zee.[1]

## Ontstaan
In de laten middeleeuwen kende Europa een explosieve groei van de scheepvaart. Beperkte communicatiemogelijkheden zorgden er echter voor dat elk land, soms zelfs elke haven, zijn eigen documenten gebruikte. Charterpartijen werden complexer en steeds meer clausules werden aan de contracten toegevoegd, waardoor eindeloze discussies ontstonden over de formaliteiten van elke overeenkomst. Onder impuls van de Britse scheepvaartvereniging (UK Chamber of Shipping) ontwierp de BIMCO een reeks gestandaardiseerde documenten. In den beginne waren dit vooral charterpartijen, maar later werden quasi alle andere scheepvaartgerelateerde documenten geüniformiseerd. Vandaag de dag is dit nog steeds de hoofdbezigheid van BIMCO.